# Galumna divergens
Galumna divergens är en kvalsterart som beskrevs av Sandór Mahunka 1995. Galumna divergens ingår i släktet Galumna och familjen Galumnidae. Inga underarter finns listade i Catalogue of Life.